# Breaking and Entering
Breaking and Entering is een Britse dramafilm uit 2006 geregisseerd, geschreven en mede geproduceerd door Anthony Minghella. De hoofdrollen worden vertolkt door Jude Law, Juliette Binoche en Robin Wright.

## Verhaal
De ontmoeting van een landschapsarchitect met een jonge dief zet hem aan om zijn leven te heroverwegen.

## Rolverdeling
| Acteur           | Personage           |
| ---------------- | ------------------- |
| Jude Law         | Will Francis        |
| Juliette Binoche | Amira Simić         |
| Robin Wright     | Liv                 |
| Romi Aboulafia   | Orit                |
| Rafi Gavron      | Mirsad "Miro" Simić |
| Martin Freeman   | Sandy Hoffman       |
| Juliet Stevenson | Rosemary McCloud    |
| Ed Westwick      | Zoran               |
| Velibor Topic    | Vlado               |
| Rad Lazar        | Dragan              |
| Poppy Rogers     | Bea                 |
| Anna Chancellor  | Kate                |
| Mark Benton      | Legge               |
| Ray Winstone     | Bruno Fella         |
| Vera Farmiga     | Oana                |

## Release en ontvangst
Breaking and Entering ging op 13 september 2006 in première op het Internationaal filmfestival van Toronto. Het was de laatste film die Minghella regisseerde, hij overleed ongeveer anderhalf jaar later aan de gevolgen van een operatie. De film kreeg overwegend negatieve kritieken van de filmcritici, met een score van 34% op Rotten Tomatoes, gebaseerd op 129 beoordelingen.